# 久慈市民歌
「久慈市民歌」（くじしみんか）は、岩手県久慈市が制定した市民歌である。作詞・滝田常晴、作曲・坂本良隆。
本項では、2006年（平成18年）に久慈市と新設合併した九戸郡山形村の旧村民歌についても解説する。

## 解説
1954年（昭和29年）に九戸郡久慈町が長内町他5村と新設合併して市制施行し、久慈市が発足したことを記念して市民歌の懸賞募集を行った。入選者は富士製鐵釜石製鉄所社員の滝田常晴で、作曲は盛岡市出身の島根大学教授・坂本良隆に依頼されたことが翌年2月11日付の『久慈市広報』で紹介されている。
山形村との新設合併を目前に控える2004年（平成16年）には馬頭琴による市民歌の演奏アレンジが市の防災無線で流されるようになり、旧市域において合併後も継続されていたが2013年（平成25年）7月1日からは市内を舞台とするNHKの連続テレビ小説『あまちゃん』のテーマソングへ変更された。

### 新設合併後の扱い
久慈市・山形村合併協議会では「久慈市民歌」および山形村が制定していた「山形村村民歌」の扱いについて「新市の一体感や愛着度を深めるため、新市において調整する」ことが取り決められた。編入合併でなく新設合併の場合、合併後の自治体が前身自治体の一つと同名であっても法令上は別個の地方公共団体として扱われるため、2006年（平成18年）3月6日に（新）久慈市が発足した時点で（旧）久慈市が制定した「久慈市民歌」は自動的に失効した扱いとなるのだが、前述のように旧市域では合併後も8年近く旧市が制定した「久慈市民歌」の演奏が続けられている状態であった。
市議会でも合併から日が浅い2008年（平成20年）頃からこのことを問題視する質問が行われるようになっているが、岩手県内で新設合併した自治体のほとんどが早期に後継の市民歌を制定したのに対し、久慈市では合併から15年以上が経過しても旧市民歌の継続使用・新市民歌制定のいずれを採るのかについて方針が定まっていない。

## 山形村村民歌
「山形村村民歌」（やまがたむらそんみんか）は、九戸郡山形村が制定していた村民歌である。久慈市・山形村合併協議会の資料では「昭和30年代半ば制定」とされていたが、2022年（令和4年）2月15日の定例市議会における遠藤譲一市長の答弁では制定日が1977年（昭和52年）11月22日とされており、選定から20年前後を経て制定告示が行われたとみられる。
作詞者は「久慈市民歌」と同じく滝田常晴、作曲者は岩手大学教育学部教授の千葉了道（1915年 - 1988年）で、1969年（昭和44年）に村制80周年を記念してシングル盤が作成された。前述の通り久慈市・山形村合併協議会の申し合わせを受け新設合併と同時に失効状態となり、廃止されている。